# Yamana (Loja)
Yamana ist eine Ortschaft und eine Parroquia rural („ländliches Kirchspiel“) im Kanton Paltas der ecuadorianischen Provinz Loja. Die Parroquia besitzt eine Fläche von 22,51 km². Die Einwohnerzahl lag im Jahr 2010 bei 1242.

## Lage
Die Parroquia Yamana liegt am Westrand der Anden im Südwesten von Ecuador. Der 1100 m hoch gelegene Hauptort Yamana befindet sich knapp 8 km nordwestlich des Kantonshauptortes Catacocha. Die Fernstraße E35 (Loja–Macará) führt 3,5 km südlich an Yamana vorbei. Der Río Playas, ein rechter Nebenfluss des Río Catamayo, begrenzt das Verwaltungsgebiet im Südosten und im Süden.
Die Parroquia Yamana grenzt im Osten an die Parroquia San Antonio, im Süden an das Municipio von Catacocha, im Westen an die Parroquia Casanga sowie im Norden an die Parroquia Cangonamá.

## Geschichte
Die Parroquia Yamana wurde am 19. Februar 1990 gegründet.